# Calkiní (gemeente)
Calkiní is een gemeente in de Mexicaanse deelstaat Campeche. De hoofdplaats van Calkiní is Calkiní. Calkiní heeft een oppervlakte van 1967 km² en 49.850 inwoners (census 2005).
Calakmul · Calkiní · Campeche · Candelaria · Carmen · Champotón · Dzitbalché · Escárcega · Hecelchakán · Hopelchén · Palizada · Seybaplaya · Tenabo